# Samsung Galaxy A01 Core
Das Samsung Galaxy A01 Core ist ein Einsteiger-Smartphone der Samsung-Galaxy-Reihe, das von Samsung Electronics hergestellt wird. Das Samsung Galaxy A01 Core wurde am 21. Juli 2020 ohne Event angekündigt und ist seit dem 06. August 2020 in den Farben blau, schwarz und rot im Handel erhältlich. Sein Nachfolger ist das Samsung Galaxy A02 bzw. das Samsung Galaxy A02s. Das Galaxy A01 Core überschneidet sich technisch fast vollständig mit dem Samsung Galaxy M01 Core.

## Technische Daten

### Software
Das Samsung Galaxy A01 Core ist mit einer reduzierten Software, nämlich Googles Betriebssystem Android 10 in der sog. "Go Edition", ausgestattet, um aufgrund der eher leistungsschwachen Komponenten trotzdem eine vergleichsweise gute Performance an den Markt zu bringen. Durch diese Exklusivität ist das Gerät aus den sonst regulären Android-Updates ausgeschlossen und bekommt nur vereinzelte Sicherheits-Patches. Es ist unklar, ob ein Systemupdate auf Android 11 für dieses Gerät erscheinen wird, nach Zeitplan hätte es dieses inklusive Samsungs OneUI 3.0 bereits im Juni 2020 bekommen sollen.

### Hardware
Die Geräte mit dem Modellcode SM-A013/DS sowie SM-A013G/DS sind Dual-SIM-fähig (erkennbar an dem Code-Zusatz "DS"). Es besitzt einen micro-USB-Anschluss sowie einen 3,5-mm-Klinkenanschluss. Das Handy besitzt einen 3000 mAh Lithium-Ionen-Akku, bei dem Samsung für 17 Stunden bei Anrufen über Mobilfunk (LTE) und für bis zu 70 Stunden durchgehendes Musik-hören garantiert.

#### Display
Das Display ist 5,3 Zoll (13,46 cm) groß und besitzt eine Auflösung von 720 × 1480 Pixel, es ist also HD+-fähig. Die Pixeldichte beträgt 311 ppi (Pixel-per-inch), wobei Samsung zusätzlich auf eine Frontkamera im Display mit einer sog. Notch (Aussparung) verzichtet. Die Frontkamera sitzt hier im oberen Displayrand, der jeweils oben und unten vorhanden ist. Für das Format wird ein 18:5:9-Paneel verwendet.

#### Speicher
Der integrierte Speicher beträgt 16 GB LPDDR3 und ist über den microSD-Karteneinschub bis zu max. 256 GB erweiterbar. Das Handy verfügt über insgesamt 1 GB Arbeitsspeicher.

#### Prozessor
Samsung setzt hier, nicht wie beim Vorgänger etwa auf einen Qualcomm Snapdragon 439, sondern auf einen günstigeren Mediatek MT6739, der 4 Kerne besitzt, wovon alle mit 1,5 GHz betrieben werden.

#### Kamera
Das Galaxy A01 Core besitzt zwei Kameraeinheiten, eine Haupt-, und eine Frontkamera. Die Hauptkamera ist mit nur einer Linse mit 8,0 Megapixel, die Frontkamera mit 5 Megapixel bestückt.